# Desigualdad de Bessel
En matemáticas, especialmente en análisis funcional, la desigualdad de Bessel es una proposición acerca de los coeficientes de un elemento {\displaystyle x} en un espacio de Hilbert con respecto a una secuencia ortonormal.

## En espacios de Hilbert
Sea {\displaystyle H} un espacio de Hilbert, suponga que {\displaystyle e_{1},e_{2},...} es una secuencia ortonormal en {\displaystyle H}. Entonces, para todo {\displaystyle x} en {\displaystyle H} se tiene que
{\displaystyle \sum _{k=1}^{\infty }\left\vert \left\langle x,e_{k}\right\rangle \right\vert ^{2}\leq \left\Vert x\right\Vert ^{2}}
donde <·,·> denota el producto interno en el espacio de Hilbert {\displaystyle H}, Si nosotros definimos la suma infinita
{\displaystyle x'=\sum _{k=1}^{\infty }\left\langle x,e_{k}\right\rangle e_{k},}
La desigualdad de Bessel nos dice que esta serie matemática converge.
Para una secuencia ortonormal completa (esto es, para una secuencia ortonormal que a la vez es una base ortonormal de {\displaystyle H}), nosotros tenemos la identidad de Parseval, que reemplaza la desigualdad por una igualdad (y consecuentemente {\displaystyle x'} con {\displaystyle x}).

## En álgebra lineal
En Álgebra lineal la Desigualdad de Bessel estipula que dado un espacio vectorial V con producto interno {\displaystyle \langle ,\rangle } definido, y dada {\displaystyle \beta =\{\beta _{1},\beta _{2},...,\beta _{n}\}} un subconjunto ortonormal de V, se cumple para todo x en V:

(1){\displaystyle \|x\|^{2}\geq \sum _{i=1}^{n}|\langle x,\beta _{i}\rangle |^{2}}

La desigualdad proviene en realidad de una identidad, válida para toda base ortonormal. Como todo conjunto ortonormal de vectores es linealmente independiente, entonces debe existir un número finito de vectores con los cuales puede completarse β hasta obtener un sistema generador de V. Sean

{\displaystyle \beta _{n+1},\beta _{n+2}\dots ,\beta _{m}}

estos m – n vectores ortonormales faltantes, donde m ≥ n. El conjunto que resulta de agregar dichos vectores a β, es decir

(2){\displaystyle \beta \cup \{\beta _{n+1},\beta _{n+2},\dots ,\beta _{m}\}=\{\beta _{1},\beta _{2},\dots ,\beta _{n},\beta _{n+1},\beta _{n+2},\dots ,\beta _{m}\}}

es una base de V. Bajo estas condiciones puede demostrarse la siguiente identidad:

(3){\displaystyle \|x\|^{2}=\sum _{i=1}^{m}\left|\left\langle x,\beta _{i}\right\rangle \right|^{2}.}

| Demostración de la identidad |
| El hecho de que {\displaystyle \{\beta _{1},\beta _{2},\dots ,\beta _{m}\}} sea una base ortonormal permite expresar a cualquier vector x en V como {\displaystyle \mathbf {x} =\sum _{i=1}^{m}\left\langle \mathbf {x} ,\beta _{i}\right\rangle \beta _{i}.} Como la norma inducida por el producto escalar es {\displaystyle \scriptstyle \\|\mathbf {x} \\|={\sqrt {\left\langle \mathbf {x} ,\mathbf {x} \right\rangle }}}, {\displaystyle \\|\mathbf {x} \\|^{2}=\left\langle \mathbf {x} ,\mathbf {x} \right\rangle =\left\langle \sum _{i=1}^{m}\left\langle \mathbf {x} ,\beta _{i}\right\rangle \beta _{i},\mathbf {x} \right\rangle .} Los axiomas del producto interno y las propiedades del conjugado complejo permiten operar de la siguiente manera: {\displaystyle \\|\mathbf {x} \\|^{2}=\sum _{i=1}^{m}\left\langle \mathbf {x} ,\beta _{i}\right\rangle \left\langle \beta _{i},\mathbf {x} \right\rangle =\sum _{i=1}^{m}\left\langle \mathbf {x} ,\beta _{i}\right\rangle {\overline {\left\langle \mathbf {x} ,\beta _{i}\right\rangle }}=\sum _{i=1}^{m}\left\|\left\langle \mathbf {x} ,\beta _{i}\right\rangle \right\|^{2}} QED. |

Hay dos casos posibles:
- el conjunto β dado puede ser en sí mismo una base ortonormal, en cuyo caso la desigualdad de Bessel pasa ser una identidad, pues m = n.
- Si β no es una base, entonces el conjunto (2), con m > n, sí lo es. Intuitivamente puede pensarse que se «quitan» elementos de la sumatoria (3) para considerar únicamente en ella los elementos del subconjunto β de la base ortonormal (2). Como esta sumatoria es positiva y el cuadrado de la norma de x es igual a la sumatoria completa, es decir, con todos los elementos de 1 a m, quitar un elemento implica disminuir esta sumatoria. Por lo tanto, la norma del vector x debe superar esta nueva sumatoria, a la cual le faltan m – n términos con respecto a (3). De ahí que (1) sea válida.

| Demostración de la desigualdad si m > n |
| Consiste en separar la sumatoria (3) y eliminar el término positivo que sobra. {\displaystyle \\|x\\|^{2}=\sum _{i=1}^{n}\left\|\left\langle x,\beta _{i}\right\rangle \right\|^{2}+\sum _{i=n+1}^{m}\left\|\left\langle x,\beta _{i}\right\rangle \right\|^{2}\geq \sum _{i=1}^{n}\left\|\left\langle x,\beta _{i}\right\rangle \right\|^{2}} QED. |